# Ngasinan (Weleri)
Ngasinan is een bestuurslaag in het regentschap Kendal van de provincie Midden-Java, Indonesië. Ngasinan telt 1250 inwoners (volkstelling 2010).